# Hadebirshausen
Hadebirshausen ist ein untergegangenes Dorf der heutigen Stadt Bad Berleburg im Kreis Siegen-Wittgenstein in Nordrhein-Westfalen.

## Lage
Die Lage ist unbekannt; da es sich um ehemaligen Diedenshäuser Besitz handelte, könnte die Lage im oberen Edertal zu suchen sein.

## Geschichte
Im Jahr 1395 verkaufte Gerlach von Diedenshausen seinen kompletten Anteil am Dorf an Brosken von Viermünden.